# Месут Йозил
Месут Йозил (на турски: Mesut Özil) е бивш германски професионален футболист, играл като атакуващ полузащитник. Известен със своите технически умения, креативност, умения за подаване и визия, той е широко смятан за един от най-великите полузащитници и плеймейкъри на своето поколение. Може да играе и като широк халф.
Роден и израснал в Гелзенкирхен, Йозил започва старшата си клубна кариера, играейки за родния клуб Шалке 04, преди да подпише с Вердер Бремен през 2008 г., на 19 години. След като печели Купата на Германия в първия си сезон, неговите индивидуални изяви довеждат до преминаване в Реал Мадрид през 2010 г. Там той помага на клуба да спечели титлата в Ла Лига и се класира на първо място по асистенции в лигата за три поредни сезона. През 2013 г. Йозил е обект на футболен трансфер на тогавашната клубна асоциация, когато подписва с Арсенал трансфер на стойност £42,5 милиона (€50 милиона), превръщайки се в най-скъпия германски играч някога по това време. В Англия той печели три Купи на Англия и помага да се сложи край на деветгодишната суша с трофеите на Арсенал, като същевременно става играча, който е на второ място по брой асистенции (19) в сезон на Висшата лига. През 2021 г. Йозил се присъединява към Фенербахче със свободен трансфер; след като договорът му с клуба е прекратен през 2022 г., той подписва с Истанбул Башакшехир, преди да се оттегли през 2023 г.
Като германски национал, Йозил държи рекорда за най-много награди за играч на годината в Германия (5). Той прави своя старши дебют за националния отбор на Германия през 2009 г. на 20 години и играе на пет големи турнира. Той е най-добрия асистент на Световното първенство по футбол през 2010 г. и Евро 2012 на УЕФА, където помага на Германия два пъти да стигне до полуфинал. Йозил помага на Германия да спечели Световното първенство по футбол през 2014 г., но се оттегля от международното състезание през 2018 г., обвинявайки в дискриминация и неуважение от страна на Германския футболен съюз (DFB) и германските медии.

## Ранен живот
Йозил е роден на 15 октомври 1988 г. в Гелзенкирхен, Северен Рейн-Вестфалия, като син на турски имигранти. Неговият дядо се премества като гастарбайтер от Зонгулдак, Турция в Германия. Той играе на младежко ниво за различни клубове в Гелзенкирхен през 1995-2000 г., преди петгодишен престой за Рот-Вайс Есен.

## Клубна кариера

### Шалке 04
През 2005 г. Йозил се премества в младежката система на Шалке 04. Той е сложен като полузащитник и носи 17 като номер в отбора си, след като започва като плеймейкър и централен атакуващ полузащитник на мястото на наказания Линкълн в мачовете на DFL-Ligapokal срещу Байер Леверкузен и Байерн Мюнхен. След като влиза в първият отбор на Шалке, той е описан като „следващото голямо нещо“. Въпреки това, скоро след като отхвърля оферта от Шалке 04, твърдейки, че годишна заплата от €1,5 милиона няма да е достатъчна, той в крайна сметка се скарва с ръководството на клуба и се премества във Вердер Бремен през януари 2008 г. Това кара Мирко Сломка, тогавашният мениджър на Шалке, да заяви, че Йозил няма да играе друг мач за Шалке.

### Вердер Бремен
На 31 януари 2008 г. Йозил се премества във Вердер Бремен срещу сумата от 5 милиона евро, като подписва договор с немския клуб до 30 юни 2011 г. Освен Вердер Бремен, Хановер 96 и Щутгарт също се интересуват от обвързването на Йозил с техните съответни клубове обаче не искат да платят толкова висока трансферна такса. След трансфера във Вердер Бремен, Йозил получава фланелката с номер 11. На 26 април 2008 г. (30-ия кръг от сезона) Йозил вкарва първия си гол в 33-тата минута срещу Карлсруе СК, за да поведе отбора му с 2-1. Това е първият гол на Йозил в Бундеслигата. Той участва в дванадесет мача през втората половина на сезона, като шест пъти играе в титулярната единадесеторка, ставайки втори с Вердер Бремен в Бундеслигата в края на сезон 2007–08.
Въпреки че Бремен не успява да се развихри през сезон 2008–09 в Бундеслигата, като в крайна сметка завършва разочароващо десети, Йозил успява да направи значително влияние в повечето мачове и завършва с респектиращите три гола и 15 асистенции, които подчертават неговите нападателни качества. Той помага за извеждането на клуба от Северна Германия до Купата на Германия за 2009 г. с победния гол при победата с 1:0 над Байер Леверкузен в Берлин. Той също се отличава в Европа, където извежда Вердер Бремен до финала на последната купа на УЕФА, губейки от Шахтьор Донецк от Украйна.
През сезон 2009–10 Йозил се превръща в ключовият плеймейкър на Вердер Бремен, влизайки в обувките на бразилеца Диего, който напуска в посока Ювентус, е обявен за най-добър играч на първия мач от сезона на Бундеслигата 2009. На 1 май 2010 г., 33-тия кръг от сезона, Йозил изиграва своя мач 100 в Бундеслигата, като вкарва за 1-0 при победа с 2-0 срещу бившия си клуб Шалке. Йозил продължава и извежда Вердер Бремен до трето място в лигата и отново до финала на Купата на Германия, но този път е загубен от Байерн Мюнхен с 0-4. През втория си сезон Бремен завършва уважаван трети, като Йозил допринася с 9 гола и 17 асистенции в 31 мача от лигата. През сезон 2009–10 Йозил също е обявен за „най-добър играч на първата половина на сезона“.

### Реал Мадрид

#### 2010–11: Дебютен сезон, лидер по асистенции в Европа
Благодарение на представянето си на Световното първенство по футбол през 2010 г. Йозил си осигурява място сред най-добрите млади таланти в Европа. Той е търсен от отбори като Барселона, Арсенал и Реал Мадрид. Английският нападател Уейн Рууни е един от многото почитатели, които Йозил спечелва с представянето си на Световното първенство, и дори е помолил мениджъра на Манчестър Юнайтед сър Алекс Фъргюсън да подпише с германския плеймейкър. Има съобщения, че е сключена сделка за трансфер в Барселона, но Вердер Бремен отрича докладите и на 17 август 2010 г. отборът обявява, че е постигнал споразумение с Реал Мадрид за трансфера на Йозил. Смята се, че сумата за трансфер е била около 15 милиона евро. При подписването Йозил казва: „Когато дойде офертата да се присъединя към Реал Мадрид, нямаше какво да вземам решение. Нека бъдем честни – не можеш да откажеш на този клуб. Не бързах да напусна Вердер Бремен, но това е един клуб, на който казваш „да“. Те са институция, клуб с фантастична история, стадион и отбор, пълен с играчи от световна класа. Перспективата да се представиш на „Бернабеу“ е толкова страхотна, че веднага скачаш“.
Йозил дебютира на 22 август в приятелски мач срещу Херкулес, който Реал Мадрид спечелва с 3-1. Номерата на фланелката му са сменяни често преди началото на сезона. Той получава номер 26 в предсезона и 19 за дебюта си. Но след трансфера на Рафаел ван дер Ваарт в Тотнъм Хотспър, той получава овакантения 23-и номер.
Йозил е привлечен да подкрепя съотборника си Кака, но поради операцията си, Йозил получава титулярна роля. След това той прави своя дебют в Ла Лига за Реал Мадрид като резерва на Анхел Ди Мария в 62-рата минута срещу Майорка, в която Реал Мадрид завършва 0-0.
Той прави сезонния си дебют в Шампионската лига на 15 септември. Той осъществява първата си асистенция с Реал Мадрид в 74-тата минута срещу Аякс, след като центрира за гол на Гонсало Игуаин.
Той напуска терена като резерва през второто полувреме и е изпращан с овации в първите си два мача като титуляр на стадион Сантяго Бернабеу. Първият му гол идва в мач от лигата срещу Депортиво де Ла Коруня на 3 октомври 2010 г., при победа с 6-1. Първият гол на Йозил в Шампионската лига с Реал се случва в 14-ата минута срещу Милан на 19 октомври 2010 г. На 22 декември той дебютира в Купата на краля, отбелязвайки веднъж при победа с 8-0 над Леванте.
Той завършва сезона с 25 асистенции, най-високата стойност за всеки играч в голямо европейско състезание през този сезон. Представянията на Йозил за Реал Мадрид през първия му сезон са оценени от медии, фенове и играчи.

#### 2011–12: Победа в Ла Лига
Йозил започва да носи фланелката с номер 10 на Реал Мадрид през 2011-12 г., сигнализирайки за намерението на мениджъра Жозе Моуриньо да използва немския национал като свой основен плеймейкър. На 14 август 2011 г. Йозил вкарва първия си гол срещу Барселона в Ел Класико в първия мач за Суперкупата на Испания 2011 г. На 17 август 2011 г. той е изгонен в последната минута на реванша от Суперкупата 2011 след кавга с нападателя на Барса Давид Вия. Йозил изразява желанието си да прекрати футболните си дни в клуба в интервю за немското списание kicker, като казва: „Бих искал да прекратя кариерата си в Реал Мадрид. Знам, че ще бъде трудно, защото имам още много години пред мен и много по-млади и добри играчи също ще бъдат там, но аз искам да бъда част от това бъдеще. Знам на какво съм способен и съм убеден, че ще остана в Реал Мадрид много години“.
Йозил е в шортлиста за наградата Златна топка на ФИФА.
Той завършва на върха в класацията за асистенции в Ла Лига със 17 асистенции. На 2 май 2012 г. той помага на Реал Мадрид да спечели рекордната 32-ра титла в Ла Лига, като асистира за първия гол на Реал и отбелязва втория гол срещу Билбао, като Реал Мадрид по-късно спечелва с 3-0. Единадесет дни по-късно Йозил вкарва два гола в последния мач от редовния сезон срещу Майорка, затвърждавайки отново отличното си представяне с клуба. Победата прави Реал първият клуб в испанския висш дивизион, който някога е достигал 100 точки за един сезон. Неговата добра форма с Реал Мадрид и германския национален отбор му помага да спечели номинация за наградата на УЕФА за най-добър играч в Европа, в която той завършва десети, като е най-младият играч, участвал в Топ 10.

#### 2012–13: Най-добър асистент в Ла Лига за трети пореден път
С пристигането на Лука Модрич преди началото на сезона, някои медии твърдят, че Йозил е недоволен в Реал Мадрид, но по-късно той отхвърля подобни приказки и заявява, че е щастлив в клуба и очаква с нетърпение да се състезава за своето място. След началото на сезона той добавя титлата от Суперкупата на Испания към отличията си. В играта за лигата той предоставя важна асистенция на Кристиано Роналдо, който изравнява при равенството 2-2 срещу Барселона на Камп Ноу. На 6 ноември Йозил вкарва решаващ пряк свободен удар в 89-ата минута, за да спаси равенството за Реал Мадрид и да осигури точка срещу Борусия Дортмунд. Той продължава добрата си форма в лигата, като отбелязва още един гол срещу Реал Валядолид, за да спаси Реал Мадрид при победа с 3-2. След това той завършва сезона с 29 асистенции, въпреки че Реал Мадрид не спечелва сребърни купи, освен Суперкупата на Испания, представянето на Йозил е похвалено. В края на сезона Йозил им 26 асистенции, повече от всеки друг играч в лигите.

### Арсенал
На 2 септември 2013 г. Йозил се съгласява да се присъедини към английския Арсенал. Както хонорарът, платен за Йозил, така и продължителността на договора не са оповестени, но се смята, че те са около £42,5 милиона (€50 милиона) за петгодишен договор. Трансферът го прави най-скъпият германски футболист на всички времена. Йозил получава фланелката с номер 11 и ролята на централно атакуващ халф на отбора. Изтичането на договора през януари 2016 г. обаче разкрива, че рекордната такса всъщност е била разбита на 37,4 милиона паунда (44 милиона евро) с още 5,1 милиона паунда (6 милиона евро), разпределени равномерно за шест години от юли 2014 г., в зависимост от квалификациите в Шампионската лига. Опцията за обратно изкупуване също позволява на Реал Мадрид 48-часова първа опция за Йозил, ако Арсенал се съгласи да продаде плеймейкъра на друг испански клуб.
Йозил казва за трансфера: „През уикенда бях сигурен, че ще остана в Реал Мадрид, но след това разбрах, че нямам вярата от страна на треньора или шефовете. Аз съм играч, който се нуждае от тази вяра и това е, което аз чувствах от Арсенал, поради което се присъединих“. На първата пресконференция на Йозил той казва: „Щях да дойда тук безплатно, това нямаше да е проблем“. Йозил освен това заявява, че Арсен Венгер е изиграл важна роля в решението му: „Когато говорих с Арсен Венгер по телефона, той беше пълен с уважение и като играч имам нужда от това“. Няколко играчи на Реал Мадрид са недоволни залади напускането на Йозил от клуба, включително Кристиано Роналдо, който казва: „Той беше играчът, който най-добре познаваше моите движения пред вратата... Ядосан съм за напускането на Йозил“.

#### 2013–14: Прекратяване на трофейната суша
Йозил дебютира за Арсенал в лигата при гостуването на Съндърланд на 14 септември 2013 г. Той асистира за гола на Оливие Жиру в 11-ата минута на мача, когато те печелят с 3-1. Три дни след това той прави своя дебют в Шампионската лига за Арсенал срещу Марсилия. Малко повече от три седмици след като дебютира за Арсенал, той дебютира у дома срещу Стоук Сити при победа с 3:1. Той участва и в трите гола, с две асистенции и свободен удар, който е спасен, но попада на пътя на Аарън Рамзи. Той вкарва първия си гол за Арсенал, брилянтно контролиран завършек от центриране на Рамзи, при победа с 2-0 срещу Наполи в Шампионската лига. На 19 октомври той вкарва първите си два гола във Висшата лига по време на домакинската победа с 4–1 срещу Норич Сити. Йозил играе във всичките шест мача на Арсенал през ноември. Германският плеймейкър центрира за втория гол на Джак Уилшър срещу Марсилия и прави допълнителни асистенции за Аарън Рамзи и Матийо Фламини при победата с 3:0 над Кардиф Сити. Йозил пропуска шанса да отбележи своя четвърти гол за Арсенал, когато изпълнява дузпата си при победата над Марсилия, спасена от Стив Манданда.
През октомври Йозил отново е включен в шортлиста за наградата Златната топка на ФИФА, заедно с бившия си съотборник Кристиано Роналдо. Йозил е включен и в отбора на годината на УЕФА. Йозил започва декември с два гола в толкова мачове срещу Хъл Сити и Евертън. Лека контузия на рамото го принуждава да напусне последния мач през декември при победата срещу Нюкасъл Юнайтед. След поражението с 6:3 от Манчестър Сити, в което прави още една асистенция, Йозил е замесен в кавга със съотборника си Пер Мертезакер, който е ядосан, че Йозил не благодари на пътуващите фенове, пропуск, за който впоследствие се извинява чрез Фейсбук.
Йозил започва в четири от шестте мача на Арсенал през януари. Плеймейкърът пропуска победата на Арсенал над Кардиф Сити на Нова година заради контузия в рамото, преди да се завърне, за да се появи късно от резервната скамейка срещу Тотнъм Хотспър във ФА Къп. 25-годишният футболист прави пас за Лукас Подолски, за да отбележи първия си гол срещу Ковънтри Сити и предоставя топката за гола на Санти Касорла срещу Саутхемптън в края на месеца, за да увеличи броя на асистенциите си до 10.
Февруари е труден месец за Йозил, тъй като той се бори да достигне височините, които показва през първите си няколко месеца в клуба. Германският плеймейкър прави брилянтно отиграване, за да спечели дузпа срещу Байерн Мюнхен във фазата на елиминациите на Шампионската лига, но неговият точен удар е спасен от Мануел Нойер. Говорейки преди равенството с Манчестър Юнайтед, Арсен Венгер говори за Йозил, казвайки: "Той се справи добре, той също се адаптира към Висшата лига – виждали сме го и преди [че отнема време]. Не бих искал да поставям твърде голям натиск върху него, защото той беше играч от най-висока класа досега. Той не имаше най-добрите игри [в Ливърпул] (загуба с 5–1, където Йозил е център на вниманието поради лошо представяне), но това може да се случи. Той работи много усилено, за да се адаптира към физическото ниво на Висшата лига и за мен той е изключителен играч".
На 8 март Йозил вкарва първия си гол за 2014 г. в четвъртфиналната победа с 4-1 за ФА Къп над Евертън. Йозил показва признаци на старата си форма и стартира в реванша на Арсенал от Шампионската лига в осминафинален сблъсък с Байерн Мюнхен. Той е заменен на полувремето и причината зад това е, че Йозил е претърпял контузия на подколянното сухожилие и ще се върне слез един месец, пропускайки ключовите мачове срещу Челси и Манчестър Сити.
На 20 април Йозил прави незабавно въздействие с оживено представяне срещу Хъл, когато се завръща в отбора на Арсенал при победа с 3:0. След това той се връща към голмайсторска форма с втория гол на Арсенал при победата им с 3-0 над Нюкасъл Юнайтед, а след това асистира с глава на Оливие Жиру. Мениджърът Венгер хвали влиянието на Йозил след завръщането му, като казва: „Месут Йозил е много важен за отбора. Липсваше ни, докато беше контузен. Липсваха ни някои много важни играчи във важен период от сезона. Наистина сме доволни да имаме хора като него отново в отбора и да се представят на най-високо ниво, защото това е, от което се нуждаем“.
Йозил изиграва и трите оставащи мача на Арсенал през последния месец от дебютния си сезон в Англия. Германският плеймейкър излиза на почивката в продълженията при победата на Арсенал във финала за Купата на Англия през 2014 г. над Хъл на стадион Уембли. Говорейки преди финала за Купата на Англия, Пер Мертезакер хвали влиянието на своя сънародник по време на първия му сезон в Англия. „Можете да видите от самото начало, че той е един от най-добрите играчи в Европа“, казва Мертезакер. „Неговият принос и асистенции са жизненоважни за всеки клуб, така че ние сме щастливи да го имаме отново“. Йозил завършва първия си сезон в Арсенал с 13 асистенции и седем гола във всички турнири, обхващащи 40 мача.

#### 2014–15: Втора победа за ФА Къп
Йозил се завръща към клубните тренировки в средата на август, след като участва в победата на Германия за Световното първенство по футбол през 2014 г. в Бразилия. На 23 август Йозил прави първото си участие за сезона при равенство 2-2 с Евертън на Гудисън Парк. На 27 август той участва в победния гол на Алексис Санчес в мача-реванш от плейофа за квалификациите на Шампионската лига срещу Бешикташ, играейки едно-две с Джак Уилшър в подготовката за гол. На 20 септември Йозил открива резултата и асистира на Дани Уелбек при победата с 3:0 срещу Астън Вила на Вила Парк. Йозил участва в следващите три мача и стартира при победата на Арсенал в груповата фаза на Шампионската лига срещу Галатасарай, осигурявайки асистенция за Алексис Санчес при победа с 4–1. На 8 октомври DFB обявява, че Йозил ще бъде извън терените между 10 и 12 седмици заради контузия на лявото коляно, получена по време на загуба с 2:0 от Челси три дни преди международната пауза. Прогнозата го изключва от останалите мачове на Арсенал от групите на Шампионската лига, както и от четири международни срещи.
На 11 януари 2015 г. Йозил се появява за първи път от три месеца като резерва в 73-тата минута при победа с 3-0 срещу Стоук Сити. Той отбелязва при завръщането си в титулярния състав при победата на Арсенал с 3–2 срещу Брайтън и Хоув Албиън в четвъртия кръг на Купата на Англия на 25 януари, следвайки пас от Томаш Росицки, преди да вкара втория гол на Арсенал. В първия си старт във Висшата лига за годината Йозил вкарва веднъж и прави асистенция за Оливие Жиру, когато Арсенал побеждава Астън Вила с 5-0 у дома на 1 февруари. Следващата седмица Йозил вкарва началния гол в поражението на топчиите с 2–1 в дербито на Северен Лондон от Тотнъм на Уайт Харт Лейн. Той продължава добрата си форма, като създава и двата гола при победата с 2-1 над Лестър Сити на 10 февруари. Той също прави две асистенции две седмици по-късно, при победа с 2-0 срещу Евертън. На 4 април той вкарва втория гол за своя отбор при победата с 4-1 над Ливърпул, което е последният му гол за сезона. След победа с 3–1 над Хъл, мениджърът Арсен Венгер го хвали, като казва: „Като цяло влиянието му беше много силно“.
Йозил следва този гол с две асистенции за Алексис Санчес при победата с 2-1 срещу Рединг в полуфинала за ФА Къп 2014-15 на 18 април. Йозил стартира във финала за ФА Къп през 2015 г., когато Арсенал надделява над Астън Вила с убедителна победа с 4:0 на 30 май, завършвайки втория си сезон в Арсенал с 5 гола и 9 асистенции, в 33 участия във всички турнири и последователно Купи на ФА.

#### 2015–16: Лидер по асистенции във Висшата лига
След като отбелязва по време на предсезонен мач срещу Лион, Йозил получава похвала от своя мениджър, като Венгер го призовава да има най-добрия си сезон досега с цветовете на Арсенал. На 2 август 2015 г. Йозил започва за Арсенал в Къмюнити Шийлд 2015, където топчиите побеждават шампиона на лигата Челси с 1:0 на стадион Уембли. Седмица по-късно той прави първата си поява за сезона във Висшата лига при поражението на Арсенал с 2-0 в първия ден от Уест Хям Юнайтед.
Йозил вкарва първия си гол за сезон 2015-16 при домакинска победа с 3-0 над Манчестър Юнайтед на 4 октомври. По-рано той асистира на Алексис Санчес, за да даде преднина на артилеристите в шестата минута на мача. Йозил е избран за играч на мача при победата с 3:0 срещу Уотфорд на Викаридж Роуд на 17 октомври, осигурявайки асистенции за Санчес и Оливие Жиру. На 20 октомври, Йозил вкарва първия си гол в Шампионската лига за сезона в домакинската победа на Арсенал с 2:0 от груповата фаза над Байерн Мюнхен.
Той поставя нов рекорд във Висшата лига, като е първият играч, който асистира в шест поредни мача, когато извежда Киърън Гибс за 1–1 в дербито срещу Тотнъм на 8 ноември 2015 г. След това той удължава тази серия до седем поредни мача с асистенция срещу Уест Бромич Албиън, преди да вкара втория си гол в Шампионската лига за сезона при победа с три гола у дома срещу Динамо Загреб. След това той вкарва за втори пореден мач, когато бележи в откриването при равенство 1-1 в Норич. Йозил продължава своята поредица с добра форма, като прави четири асистенции в следващите три мача, срещу Астън Вила, Манчестър Сити и Съндърланд, помагайки на своя отбор да спечели и трите мача. На 28 декември 2015 г. Йозил асистира за първия гол и вкарва втория при победата с 2:0 срещу Борнемут, създавайки общо девет положения за гол – най-много в един мач от Висшата лига от всеки играч през сезона.
На 24 януари 2016 г. Йозил изиграва своя мач 100 за артилеристите при домакинска загуба с 1-0 срещу Челси във Висшата лига. Следващият мач от Висшата лига срещу Саутхемптън у дома на 2 февруари Йозил създава 10 положения – надминавайки предишния рекорд, 9 създадени и държани от него през сезона. Това се оказва напразно обаче, тъй като мачът завърши 0-0 за топчиите, които се смъкват на четвърто място, тъй като не успяват да отбележат в три последователни мача от Висшата лига. След това той слага край на безплодната серия за отбелязване на голове на топчиите във Висшата лига с откриващия гол срещу Борнемут при победа с 2-0 като гост на 7 февруари. Йозил прави своята 17-а асистенция във Висшата лига от свободен удар за Дани Уелбек, за да може той да вкара с глава дълбоко в добавеното време, когато Арсенал изостава, за да победи лидерите в лигата Лестър Сити с 2-1 на 14 февруари.
След домакинско поражение с 2–0 от Барселона в Шампионската лига, Йозил вкарва и асистира при поражението с 3–2 на „Олд Трафорд“ срещу Манчестър Юнайтед, докато „артилеристите“ загубват още повече позиции в надпреварата за титлата. Йозил започва в двубоя загубен с 2–1 срещу Уотфорд в Купата на Англия, където подава на Дани Уелбек за утешителния гол на Арсенал с асистенция отзад, а три дни по-късно при поражението с 3–1 от Барселона в Шампионската лига, когато Арсенал отпадна в последователни състезания за купа през март.
Йозил асистира за втория гол на Оливие Жиру в последния мач на Арсенал от Висшата лига за сезона срещу Астън Вила при домакинска победа с 4:0, докато артилеристите завършват втори пред ожесточените съперници от Тотнъм Хотспър. Това е 19-ата асистенция на Йозил за сезона в лигата, рекорд, победен само от Тиери Анри с 20 през 2002-03 в историята на Висшата лига. Йозил завършва третия си сезон в Арсенал с 8 гола и 20 асистенции във всички клубни състезания, което му спечелва наградата Играч на сезона в Арсенал.

#### 2016–17: Трета победа в ФА Къп
Йозил пропуска дебютната загуба на Арсенал от Ливърпул, след като участието му на Европейското първенство през 2016 г. означават, че не е подходящ за мач. Въпреки това той започва първия си мач за новия сезон за своя клуб при победата с 1-3 като гост срещу Уотфорд на 28 август, в която отбелязва първия си гол за кампанията, стреляйки с глава при центриране на Алексис Санчес, за да вкара третия гол за Арсенал. Неговият втори гол пристигна малко по-малко от месец по-късно, вкарвайки контролирано воле при домакинската победа с 3:0 срещу Челси. На 15 октомври Йозил отново вкарва гол от воле у дома, като оформя решаващия резултат в напрегната победа с 3-2 срещу Суонзи. Четири дни по-късно, в домакинския мач от Шампионската лига срещу Лудогорец Разград, Йозил асистира за гола на Тео Уолкът и вкарва първия си хеттрик в професионалната кариера, който е завършен след отново удар от воле, когато Арсенал спечелва с 6-0. На 29 октомври той регистрира първата си асистенция в лигата за сезона, след като Жиру засича корнер, за да вкара трети гол за клуба при победа с 1–4 срещу Съндърланд. За представянето си той е награден с наградата Играч на месеца на клуба за месец октомври.
Йозил започва ноември, като записва третата си асистенция, която идва в дербито на Северен Лондон и е дадена, след като неговият свободен удар е вкаран в мрежата от противниковия защитник Кевин Уимър. След това Йозил ще запише Гол на сезона за Арсенал на 19 октомври, като вкарва забележително попадение след самостоятелен пробив в нервната победа с 2-3 като гост срещу Лудогорец, която завършва устойчивото завръщане, след като Арсенал изостава с два гола след първите 15 минути. Той отбелязва първия гол при победата с 1–5 като гост срещу Уест Хем Юнайтед на 3 декември и асистира за четвъртия гол. Той асистира отново три дни по-късно при победата в Шампионската лига срещу Базел, захранвайки Иуоби отляво за четвъртия гол. След това той отбелязва гол с глава при победата срещу Стоук Сити седмица по-късно, преди да завърши годината, Йозил асистира за единствения гол в домакинската победа срещу Уест Бромич на 26 декември. Той регистрира първата си асистенция за 2017 г., след като поставя топката директно на пътя на съотборника си Мустафи, който прехвърля Том Хийтън при победата с 2-1 срещу Бърнли. Въпреки впечатляващото първа част на кампанията, Йозил след това се бори с мускулни проблеми и отсъства в редица мачове на Арсенал.
Той се завръща във форма, за да участва в равенството 2-2 срещу Манчестър Сити на 2 април, където асистира за изравняването. Той също така прекъсва четиримесечния сух период без гол, след като вкарва при победата с 3-0 срещу Уест Хем Юнайтед три дни по-късно, докато той също асистира за втория гол. След това той отбеляза още едно воле малко по-малко от две седмици по-късно, при победа срещу Мидълзбро. След това той записва деветата си асистенция на 10 май, след като подава на Санчес. През последните три седмици от мачовете в лигата той вкарва последния си гол за сезона срещу Стоук Сити, докато последните му две асистенции се случват през следващите две седмици, срещу Съндърланд и Евертън. Въпреки че клубът пропуска квалификациите за лигата и Шампионската лига, Йозил завършва четвъртия си сезон в клуба с 12 гола и 13 асистенции в 44 мача във всички състезания и се представя силно, когато печели Купата на Англия през 2017 г.

#### 2017–19: Удължаване на договора, финалист в Лига Европа
Йозил влиза в сезон 2017–18 в последната година от договора си и първоначално се бори, след като има рядко възпаление на коляното. Той записва гол и асистенция при победата с 5–2 над Евертън на 22 октомври и записва още една асистенция седмица по-късно срещу Суонзи Сити. Неговото представяне в Дербито на Северен Лондон на 18 ноември е силно оценено, след като създава първия гол. След това той вкарва и асистира два пъти при победата с 5:0 над Хъдърсфийлд, за да затвори ноември, и вкара в последователни седмици, за да затвори декември, първо при победа срещу Уест Хям, а след това блестящ завършек при равенство 3–3 срещу Ливърпул.
След като започва януари с оставащи шест месеца от договора си, което му позволява да участва в преговори за преддоговор с който и да е клуб, Йозил помага за победата над Кристъл Палас и също така помага за загубата в обратната среща срещу Суонзи Сити на 30 януари. Ден по-късно той преподписва с клуба за три години, като договорът му остава до 2021 г. Също така е съобщено, че заплатата му се е увеличила повече от два пъти до 350 000 паунда на седмица, което го прави най-добре платеният играч в историята на Арсенал.
На 15 февруари Йозил отбелязва гол в първия кръг на елиминациите на Лига Европа, вкарвайки спокойно срещу Йостерсунд. След това той прави няколко асистенции в следващия кръг срещу Милан. На 11 март той записва 50-ата си асистенция във Висшата лига при победата с 3:0 над Уотфорд. По този начин той става най-бързият играч, достигнал 50 асистенции в състезанието, в 141-вото си участие, счупвайки рекорда, държан преди това от Ерик Кантона. Той продължава подвизите си в Лига Европа, като записва хеттрик от асистенции при победа срещу ЦСКА Москва на 5 април. Продължителните контузии ограничават участието му в последните мачове на клуба за сезона, но Йозил завършва петия си сезон в Арсенал с 5 гола и 13 асистенции в 35 изяви и се включва силно в по-късната серия на клуба и участието му във финала на EFL Cup 2018 г.
След напускането на Джак Уилшър, Йозил се връща към фланелката с номер 10 за сезон 2018-19. Той също така е обявен за един от заместник-капитаните на Арсенал. Йозил вкарва първия си гол за сезона при победата на Арсенал с 2–1 като гост над Нюкасъл на 15 септември и вкарва отново седмица по-късно при победата с 4–2 в Лига Европа над Ворскла Полтава. Той вкарва третия си гол за сезона при победа над Уотфорд на 28 септември. На 22 октомври той е капитан на Арсенал за първи път при победата чрез обрат с 3:1 над Лестър Сити. Йозил е замесен и в трите гола, отбелязвайки първия и добавяйки две асистенции в изпълнение на човек на мача.
Участието му в първия отбор започва да се проваля поради комбинация от контузии и спад във формата, но той се връща, за да асистира за единствения гол при победата в Лига Европа срещу Карабах на 12 декември. Йозил също е публично махнат от състава на първия отбор на няколко пъти, което довежда до спекулации, че може да напусне Арсенал през януарския трансферен прозорец. Въпреки това, нито един ход не се материализира и формата му продължава да страда, като се разпространяват и слухове, че Йозил е в разпаднала връзка със старши треньора Унай Емери, който публично поставя под въпрос мотивацията на играча. Той се завръща към головата форма при домакинска победа с 5–1 срещу Борнемут, където записва и асистенция на 27 февруари, докато последният му статистически принос е под формата на гол при загуба срещу Кристъл Палас през април. В резултат на това той регистрира една от най-лошите си статистически кампании като играч на Арсенал, като вкарва шест гола и дава четири асистенции.
Въпреки това, Йозил участва във финала на Лига Европа през 2019 г., където след поражението на Арсенал, Йозил изразява разочарованието си от Емери пред съотборниците си и продължава да бъде свързван с преместване от северен Лондон.

#### 2019–21: Ограничено време за игра, изключване от отбора
Йозил получава допълнителна почивка, за да започне сезон 2019–2020, след като става жертва на опит за грабеж. Той дебютира за сезона на 15 септември при равенство 2-2 срещу Уотфорд. Той е противоречиво оставен извън следващите мачове от Висшата лига срещу Астън Вила и Манчестър Юнайтед и регистрира второто си участие за сезона в двубоя за Купата на EFL срещу Нотингам Форест, където отново не успява да изиграе 90 минути. Йозил прави третото си участие за сезона в EFL Cup при загуба срещу Ливърпул през октомври. Той записва първата си асистенция срещу Ливърпул в същото състезание в края на октомври и впоследствие се завръща в титулярния състав на лигата през ноември; той регистрира първата си асистенция в лигата при домакинска загуба с 2:1 от Брайтън и Хоув Албиън през декември.
Йозил изиграва само още 90 минути в лигата до края на кампанията, отбелязвайки първия си гол за сезона при победа с 4:0 над Нюкасъл Юнайтед на 16 февруари 2020 г. Той регистрира асистенция за втори път срещу Уест Хем Юнайтед на 7 март, но не се включва отново за клуба след възобновяването на състезателния футбол след спирането му поради пандемията от COVID-19. В резултат на това Йозил регистрира най-лошия си статистически сезон, както и най-ниския брой изяви в кампания от сезон 2007-08. Също така е съобщено, че Йозил е отказал доброволно намаление на заплатата от 12,5% на фона на пандемията, правейки това, тъй като от клубът „[липсваше] информация и [остави] много въпроси без отговор“ относно използването на тези заплати.
Йозил е оставен извън съставите за първите мачове от сезон 2020–21 и не е включен в отбора на клуба за груповата фаза на Лига Европа. Също така по-късно е потвърдено, че Йозил е махнат от отбора на Арсенал, състоящ се от 25 човека във Висшата лига, оставяйки го да играе само за отбора до 23 години на Арсенал. Йозил пуска изявление в Туитър, в което казва, че е „дълбоко разочарован“, но ще „продължи да се бори за [своя] шанс“. Някои предполагат, че премахването на Йозил от отбора е свързано с неговата критика към отношението спрямо уйгурските мюсюлмани в Китай, от което Арсенал публично се дистанцира.

### Фенербахче
На 27 януари 2021 г. Йозил се премества в турския клуб Фенербахче. Той се присъединява като свободен агент, след като договорът му с Арсенал е прекратен шест месеца преждевременно, като според съобщенията играчът се отказва от част от £7 милиона (€7,9 милиона), които му дължат Арсенал. Въпреки че финансовите условия не са оповестени, Йозил подписва договор за три години и половина с Фенербахче на стойност 4,5 милиона паунда (5 милиона евро) на сезон и получава бонус от 2,6 милиона паунда (3 милиона евро) при подписването.
Йозил казва, че е „много развълнуван“ да се присъедини към клуба и ще „носи фланелката с гордост“. Фенербахче искат да подпишат с Йозил от години и президентът Али Коч също хвали сделката, отбелязвайки, че не са успели да подпишат с играча през 2019 г. поради финансови проблеми. Йозил е заявявал желание да представлява Фенербахче, отбора, който подкрепя като дете по време на кариерата си, както и да играе в Мейджър Лийг Сокър (MLS), също така Йозил участва в преговори с Ди Си Юнайтед преди подписването с Фенербахче.
През първия си сезон Йозил получава фланелка с номер 67, позовавайки се на регистрационния номер на родния му град Зонгулдак, тъй като неговият разпознаваем номер 10, както и предишният му номер 11, са заети съответно от Мбвана Самата и Диего Пероти. На 2 февруари той прави своя дебют в Суперлигата за Фенербахче като резерва на Маме Тиам в 77-ата минута срещу Хатайспор, който Фенербахче спечелва с 2-1. Йозил пропуска осем мача в първия си сезон, от 4 март до 29 април, след разкъсване на връзки на глезена и заразяване с COVID-19. Той записва първата си асистенция за клуба на 11 май при загубата с 2-1 срещу Сивасспор, като Фенербахче в крайна сметка завършва трети.
През втория си сезон Йозил получава фланелката с номер 10, неговият разпознаваем номер. На 15 август той вкарва първия си гол за клуба при победата с 1:0 като гост срещу Адана Демирспор, като също е капитан на отбора за първи път. На 16 септември той отбелязва първия си европейски гол за Фенербахче в мач от Лига Европа на УЕФА срещу Айнтрахт Франкфурт. На 21 ноември той вкарва изравнителен гол в 31-вата минута, спринтирайки от средната линия към наказателното поле, срещу Галатасарай в междуконтиненталното дерби, което Фенербахче спечелва с 2:1 на стадион Неф.
На 24 март 2022 г. Фенербахче обявява, че е изключен от отбора, заедно със съотборника си Озан Туфан. Йозил завършва втория си сезон във Фенербахче с 9 гола и 2 асистенции в 26 мача във всички турнири. На 13 юли договорът му с Фенербахче е взаимно прекратен.

### Истанбул Башакшехир
На 14 юли 2022 г. Йозил подписва едногодишен договор с опция за още една година с Истанбул Башакшехир. На 21 август 2022 г. той дебютира за Истанбул Башакшехир в мач от Суперлигата срещу Кайсериспор, влиза като резерва на Беркай Йозджан в 80-ата минута, Истанбул Башакшехир спечелва с 2-0.
Йозил напуска клуба и обявява оттеглянето си от професионалния футбол на 22 март 2023 г., позовавайки се на повтарящи се контузии.

## Международна кариера
Имайки право да играе за Германия или Турция, след дълго обмисляне, Йозил избира да играе за страната си на раждане, Германия. През септември 2006 г. той е повикан в отбора на Германия до 17 години. Той е член на германския отбор под 21 години от 2007 г. На 29 юни 2009 г. Йозил е избран за играч на мача при победата с 4-0 над Англия по време на финала на Европейското първенство до 21 години.
Той дебютира за старшия отбор по време на приятелски мач срещу Норвегия на 11 февруари 2009 г. Той отбелязва първия си гол за старшия отбор в третото си участие, друг приятелски мач, срещу Южна Африка на 5 септември в Леверкузен на BayArena.

### Световно първенство по футбол (2010)
Йозил е избран за състава на Германия за Световното първенство по футбол през 2010 г. в Южна Африка, като стартира във всички мачове на отбора. Той прави асистенция за гола на Какау за крайния резултат 4–0 срещу Австралия в първия мач от групата на Германия. Той вкарва полуволе с левия крак от границата на наказателното поле срещу Гана в последния мач от групата, гарантирайки, че Германия продължава към елиминациите като победител в групата.
На 27 юни 2010 г. Йозил участва в победата на Германия над Англия в последния 16-и мач, създавайки четвъртия гол с центриране към Томас Мюлер, когато Германия триумфира с 4-1. По време на четвъртфиналния мач срещу Аржентина той асистира за втория гол за Мирослав Клозе с центриране, за да осигури крайния резултат 4-0 за германците. ФИФА обявява, че той е сред десетте турнирни играчи, номинирани за Златната топка.

### Европейско първенство по футбол (2012)
Йозил е една от водещите фигури в квалификацията на Германия за Евро 2012, отбелязвайки пет пъти по време на кампанията, като Германия спечелва всичките си десет мача, за да оглави групата си. Йозил също така потвърждава репутацията си на решаващ асистент, като прави седем асистенции, повече от всеки европейски национал по време на квалификациите за Евро 2012. Когато е попитан за шансовете на страната му на Евро 2012, Йозил просто отговоря: „Имаме потенциала да победим всеки и имаме всичко необходимо, за да спечелим титлата“.
На 29 февруари 2012 г. Йозил е признат за най-добрия национал на Германия за 2011 г. преди началото на приятелския мач срещу Франция в Бремен. Германия на Йозил е в група с Холандия, Дания и Португалия в група B на Евро 2012, широко рекламирана като „Групата на смъртта“.
Йозил осъществява две асистенции, създава девет шанса и спечелва наградата Играч на мача в четвъртфиналната победа на Германия над Гърция с 4–2. След това той вкарва единствения гол на Германия (дузпа) в загубата им с 2-1 от Италия на полуфиналите. Представянето му на Евро 2012 му донася две награди на Carlsberg Играч на мача. Той завършва турнира като съвместно най-висок доставчик на асистенции (3) и влиза в отбора на турнира.

### Световно първенство по футбол (2014)
Йозил завършва квалификационната кампания за Световното първенство по футбол през 2014 г. като голмайстор на Германия с осем гола.
След контузия на Марко Ройс в подгряваща игра, Йозил е преместен от обичайната си роля на номер 10 на позицията на ляво крило през по-голямата част от турнира. Той започва във всичките седем мача на Германия на Световното първенство по футбол през 2014 г. и помага на Германия да напише история, като става първият европейски отбор, спечелил Световната купа в Южна Америка. Йозил вкарва решителния гол в 119-ата минута при осминафиналната победа с 2-1 на Германия над Алжир, мач, широко възхваляван като един от най-забавните на турнира. След това Йозил прави асистенция за Сами Кедира при победата на Германия със 7–1 на полуфинала над Бразилия. Голът, асистениран от Йозил, с хитро подаване, прави резултата 5-0 за Германия само след 29 минути. Шокиращият характер на вълната от 5 гола генерира световно изумление.
На финала Йозил изиграва 120 минути, преди да бъде заменен от съотборника си в Арсенал Пер Мертезакер. Германия е коронясана за световен шампион с победа с 1–0. След като трофеят е представен на отбора на Германия, президентът на УЕФА Мишел Платини иска от Йозил фланелката му ат мача като сувенир и Йозил се съгласява. Той завършва турнира като лидер по подавания, завършени във финалната третина (171), класиран е на второ място по създадени положения (17), зад само Лионел Меси (23), и класиран втори като цяло по притежания на топки, спечелени във финалната третина (6).

### Европейско първенство по футбол (2016)
На 12 юни 2016 г. Йозил изиграва пълните 90 минути от първия мач на Германия на Евро 2016 срещу Украйна, който Германия печели с 2:0. Той асистира за гол на Бастиан Швайнщайгер в 92-рата минута. На 21 юни 2016 г. Йозил изпълнява 99% от подаванията си, създава шест положения и спечелва наградата Играч на мача при победата на Германия над Северна Ирландия. Пет дни по-късно Йозил стартира в осминафиналната победа на Германия над Словакия с 3:0. В 13-ата минута на мача той изпълнява дузпа, спасена от вратаря Матуш Козачик. На 2 юли 2016 г. Йозил вкарва водещия гол срещу Италия на четвъртфиналите, за да даде предимство на Германия с 1:0, преди Италия по-късно да изравни резултата от дузпа на Леонардо Бонучи. Германия обаче се очертава като победител, след като спечелва дузпите с 6-5, въпреки че Йозил не успява да реализира наказателния си удар, след като удря гредата на вратата.

### Световно първенство по футбол (2018)
Йозил е избран от мениджъра Йоахим Льов в окончателния отбор от 23 човека на Германия за Световното първенство по футбол през 2018 г. Въпреки че националният отбор не се представя много добре като защитаващ титлата си, тъй като е елиминиран в груповата фаза, Йозил участва в два от трите мача на страната и има средно повече шансове, създадени за 90 минути (5,5), отколкото всеки друг играч в състезанието.

### Оттегляне
През май 2018 г. Йозил, заедно с колегата си немски национал Илкай Гюндоган, и двамата от турски произход, се срещат и позират за снимки с турския президент Реджеп Тайип Ердоган в навечерието на общите избори в Турция. Снимката е изтълкувана като форма на политическа подкрепа за Ердоган и неговата политика и предизвиква напрежение в Германия и дори предизвика обвинения, че играчите не са лоялни към нацията. Германският футболен съюз (DFB) публично се дистанцира от обществената критика, като решава да прекрати дебата и да се съсредоточи върху предстоящата кампания за Световното първенство, в която участват и Йозил, и Гюндоган.
След кампанията на националите на Световното първенство, отпадане в груповата фаза, Йозил публикува поредица от съобщения в социалните медии на 22 юли, за да изясни снимката и да отговори на критиките, с които се сблъсква. В дълъг пост той описва снимката просто като „уважаване на най-високата служба в страната на моето семейство“, като същевременно добавя, че разговорите му с Ердоган са се въртели единствено около техния взаимен интерес към футбола. Йозил също така коментира няколко медии, които са използвали снимката, където той твърди, че медиите са го критикували избирателно за неговия турски произход, отбелязвайки относителната липса на шум от страна на медиите след срещата на Лотар Матеус с руския лидер Владимир Путин.
По-късно той описва основния си проблем с националния отбор, произтичащ от взаимодействието му с Райнхард Гриндел, президент на DFB, като го обвинява в показване както на расизъм, така и на неуважение по много поводи, като същевременно отбеляза подобни инциденти с други високопоставени германски национали, а именно Бернд Холцхауер и Вернер Стеер. След това той се оттегля от отбора като форма на протест срещу членовете във Федерацията, в които той възприема, че имат „расово дискриминационен произход“. След обявяването на пенсионирането си, Йозил привлича подкрепа и критика от обществеността, бивши играчи и мениджъри; бившият му съотборник Пер Мертезакер излиза в негова подкрепа.

## Стил на игра
Бърз, пъргав, креативен и техничен играч, с добри умения за дриблиране, Йозил е универсален полузащитник, който се отличава с напреднала роля на плеймейкър, като крило на двата фланга, или като атакуващ полузащитник през центъра на терена. По време на Световното първенство по футбол през 2010 г. той също е разгърнат в нова роля, която по-късно е описана като фалшива 10-ка или централно крило, поради склонността му да се отклонява от центъра в широка позиция, когато владее топката; той също е бил разгърнат в по-напреднала роля, където обикновено функционира като втори нападател, тъй като често се спуска в по-дълбоки позиции, от които може да свърже халфовата линия с атаката и да инициира пасове. Той дори понякога е играл като централен нападател, привидно работещ като самотен нападател, но всъщност изпълняващ ролята на фалшива 9-ка. Елегантен играч с левия крак, основните му качества са неговата визия, неговият контрол, движение (както върху топката, така и извън нея), позиционен усет, финес, диапазон на подавания и способност за точно центриране, както и изпълнението му от стандартни позиции, които му позволяват да влиза в добри атакуващи позиции, да създава положения и да предоставя много асистенции за своите съотборници или дори да отбелязва голове сам.
Благодарение на креативните си способности и офанзивната си мощ като плеймейкър, Йозил е наричан „крал-асистент“ в медиите. От януари 2016 г. Йозил има най-добрия коефициент на асистенции на мач в историята на Висшата лига. Мениджърът на Германия до 21 години Хорст Хрубеш веднъж казва: „Ние в Германия сме склонни да бълнуваме относно чуждестранните играчи. Възхваляваме Уейн Рууни до небесата, също Роналдо или Меси. Но ние имаме свой собствен Меси. Нашият Меси е Йозил“. В квалификационния мач за Евро 2012 срещу Белгия той отбелязва гол, който е описан като „произведение на изкуството“. Треньорът на Германия Йоахим Льов приветства Йозил за неговите „гениални моменти“ и представянето му без топка.
Бившият полузащитник на Реал Мадрид Шаби Алонсо описва Йозил като „вида играч, който не се среща в наши дни“, добавяйки: „Той разбира играта, вижда нещата, комбинира и процъфтява между линиите, отключвайки отбори“. Жозе Моуриньо, който тренира Йозил известно време в Реал Мадрид, казва: „Йозил е уникален. Няма негово копие – дори лошо копие“. Помощник-треньорът на националния отбор на Германия Ханзи Флик казва: „Ние сме горди, че го имаме в нашия отбор. Когато той притежава топката, можете да почувствате вълнението и удивлението сред феновете“. Бившият нападател на Холандия и Милан Рууд Гулит описва Йозил като „технически перфектен“ играч, който има „пълен контрол на топката“ и „голямо въображение“. Бившият съотборник в Германия Филип Лам казва за Йозил: „Неговата визия е може би най-добрата, която някога съм виждал... Той е мечта за нападателите“, докато Марио Гомес нарича Йозил „вероятно най-брилянтният футболист, който имаме или някога сме имали“. Въпреки репутацията си на офанзивен плеймейкър, Йозил също е привличал критики на моменти за липсата на физическа форма и ниската си защитна работа извън топката. Въпреки успеха си той също е обвиняван от някои в спорта, включително Глен Ходъл, Реймънд Доменек и Джонатан Смит, че е изчезнал във важни или физически игри.
Неговите прякори включват der Rabe (Гарванът или на испански El Cuervo) – играейки на неговия интелигентен и опортюнистичен стил на игра, и във Вердер Бремен der neue Diego (новият Диего), по отношение на бразилеца Диего, чиято роля на плеймейкър той наследява, „Германският Меси“ и „Германският Зидан“. Предполага се, че в Реал Мадрид го наричат „Немо“ поради външния му вид – във връзка с рибата клоун от анимационния филм „Търсенето на Немо“.

## Извън футбола

### Личен живот
Йозил е трето поколение турски германец, който по отношение на играта си заключава: „Моята техника и усещане за топката е турската страна на моята игра. Дисциплината, отношението и винаги да даваш всичко от себе си е немската част“. Първият език, който Йозил научава, е турски и той посещава предучилищна група, пълна с ученици, които са турски имигранти. По-късно посещава училище Gesamtschule Berger Feld в Гелзенкирхен. Йозил заявява, че предците му са етнически турци от Деврек. Въпреки това има източници, които твърдят, че предците на Йозил са етнически кюрди.
Йозил е практикуващ мюсюлманин. Той рецитира Корана преди своите мачове. В разговор с берлинския ежедневник Der Tagesspiegel Йозил казва: „Винаги правя това, преди да изляза [на терена]. Моля се и съотборниците ми знаят, че не могат да говорят с мен през този кратък период“. Той спазва пост по време на ислямския месец Рамазан, но той признава, че: „Поради работата си не мога да следвам Рамазан правилно. Правя го само няколко дни, когато мога, само когато имам свободен ден. Но освен това е невъзможно, защото трябва да пиеш и да ядеш много, за да поддържаш върхова форма“. През май 2016 г. той извършва поклонение умра в Мека. По време на мач от Лига Европа през 2018 г. срещу Атлетико Мадрид, фен на Атлетико хвърля парче хляб по Йозил, докато той се подготвя да изпълни корнер. Йозил взема хляба, целува го и го поднася към челото си, за да изрази благодарност към храната, която му е дадена, основен принцип в исляма. Неговият жест по-късно е широко аплодиран из целия стадион.
През 2010 г. Йозил е награден с Бамби за отличен пример за успешна интеграция в германското общество.
Йозил започва да се среща с певицата Манди Капристо през 2013 г. Връзката приключва през 2014 г., след информация, че Йозил е замесен с друга жена. През 2015 г. Йозил и Капристо се появяват заедно на церемонията по връчването на наградите Бамби в Берлин. Снимка в Instagram, качена от Йозил, използва хаштаг #OziStoIsBack, което предполага, че двойката отново е заедно. Въпреки това, те се разделят през 2017 г. и Йозил започва да се среща с бившата Мис Турция, Амине Гюлше. Те сключват брак през 2019 г., а турският президент Реджеп Тайип Ердоган е свидетел на церемонията. През март 2020 г. двойката потвърждава раждането на първото си дете, дъщеря на име Еда. Втората им дъщеря, на име Ела, се ражда през септември 2022 г.
През юли 2019 г. Йозил и съотборникът му в Арсенал Сеад Колашинац са жертви на опит за кражба на кола от двама въоръжени маскирани мъже. Говорител на столичната полиция по-късно казва, че Йозил и Колашинац са успели да се измъкнат невредими и са отишли до близкия ресторант в Голдърс Грийн, където са били „разговорени от полицаи“. Кадри също се разпространяват в социалните медии, които изглежда показват как Колашинац преследва крадците. Арсенал коментира, че са прегледали мерките за сигурност с техните играчи с помощта на независими експерти и полицията, което довежда до това, че двойката не е включена в откриването на сезона на Арсенал във Висшата лига срещу Нюкасъл Юнайтед на 11 август. По-късно същия ден двама мъже са арестувани и обвинени в нарушение на обществения ред, след като се включват в кавга с охранителния персонал пред дома на Йозил. Полицията отбелязва, че този инцидент не е свързан с опита за кражба на кола.
През 2025 г. Йозил се присъединява към управляващата в Турция Партия на справедливостта и развитието като член на управителния съвет.

### Филантропия
Като част от проекта BigShoe, Йозил дарява своите печалби от Световното първенство през 2014 г., приблизително 240 000 британски лири, за да плати за 23 болни бразилски деца, за да бъдат подложени на медицинска операция като „лична благодарност за гостоприемството на народа на Бразилия“.
През май 2016 г. международните медии отразяват посещението на Йозил в бежанския лагер Заатари в Йордания, дом на около 80 000 души, разселени в резултат на гражданската война в Сирия. Йозил обикаля лагера, както и играе с деца, раздава автографи и раздава футболни фланелки. След като се ожени през юни 2019 г., Йозил плаща за 1000 деца, за да бъдат оперирани в чест на празника.
През 2017 г. той работи с благотворителната организация „Моята блестяща звезда“, за да сбъдне мечтите на пациент, болен от рак. Той кани детето Чарли да бъде гост в личната му кутия и в салона на играча по време на игра със Съндърланд на стадион Емирейтс. През 2020 г., след като Арсенал съкращава дългогодишния талисман Джери Куи, Йозил предлага лично да плаща заплатата на Куи, ако от Арсенал го наемат отново. Този жест е продиктуван от близкото им приятелство.
През Рамазан 2021 г. Йозил изпраща хранителни пакети до 41 провинции в Турция на хора в нужда, в сътрудничество с Турския червен полумесец.

### Активизъм и застъпничество
През декември 2019 г. Йозил влиза онлайн, за да публикува стихотворение, осъждащо отношението към уйгурите в Китай. Той е написан на фона на знамето на Източен Туркестан и в него той също критикува мюсюлманските страни, че не говорят открито за лагерите за интерниране в Синцзян. По-късно Арсенал пуска изявление, в което се дистанцира от коментарите. Държавните телевизионни оператори China Central Television и PP Sports отговарят два дни по-късно, като премахват мача между Арсенал и Манчестър Сити от своите графици, докато образът му е премахнат от китайските интернет доставчици и версията на eFootball PES 2020. Китайската футболна асоциация казва, че коментарите на Йозил са „неприемливи“. Някои предполагат, че евентуалното невключване на Йозил в състава на Арсенал е свързано с тази критика. Правителството на Китай по-късно заявява, че Йозил е „заслепен и подведен“ и го кани да посети Синдзян.
През октомври 2020 г. той изразява подкрепата си за Азербайджан във войната в Нагорни Карабах през 2020 г., цитирайки Мустафа Кемал Ататюрк за азербайджанско-турските отношения. По време на представянето си като играч на Фенербахче, той позира с азербайджанското знаме.
Той обявява подкрепата си за Палестина в кризата между Израел и Палестина през 2021 г., като също носи тениска с надпис „Свободна Палестина“ заедно с други футболисти на Фенербахче. През октомври 2021 г. Йозил се обединява с Футболната асоциация (FA) и Football for Peace, за да стартира център за развитие, разположен в университета в Брадфорд, за да се справи с неравенството на британските азиатци във футбола на асоциацията. Цитирайки собствения си мултиетнически произход, Йозил заявява желанието си да „даде на [британските азиатци] възможност да бъдат успешни на и извън терена“.

### Медии и спонсорство
През 2013 г. Йозил подписва договор за спонсорство с германския доставчик на спортно облекло и оборудване Adidas. Той се появява в реклами за бутонки Adidas Predator с други звездни играчи като Лионел Меси, Гарет Бейл, Томас Мюлер и Хамес Родригес. Една от тези реклами, озаглавена „Създайте своя собствена игра“, е пусната през август 2015 г., в която Йозил участва заедно с тези играчи. През 2013 г. Йозил пуска собствено лого.
Празнуването на гол „М“ на Йозил – което е в знак на почит към младата му племенница Мира – е включено във FIFA 17 на EA Sports.
Неговата автобиография, The Magic of the Game / Gunning for Greatness, е издадена през 2017 г.

### Бизнес начинания
През годините Йозил изгражда разнообразно бизнес портфолио. Той е шеф на собствената си фирма за спортно облекло M10 и екип за електронни спортове. Освен това той има собствена верига от кафенета, спортна клиника и съвместно управлява успешна лаборатория за хранителни добавки Unity Health с бившия си съотборник в Арсенал Матийо Фламини. Той също така притежава акции в мексиканския футболен клуб Necaxa като част от сделка за собственост, която включва други акционери като актрисата Ева Лонгория и модела Кейт Ъптън.

## Статистика
- Последна промяна: 4 май 2014

| Клуб              | Сезон             | Първенство        | Първенство | Първенство | Купа на страната | Купа на страната | Купа на лигата | Купа на лигата | Европа | Европа | Други1 | Други1 | Общо   | Общо   |
| Клуб              | Сезон             | Първенство        | Мачове     | Голове     | Мачове           | Голове           | Мачове         | Голове         | Мачове | Голове | Мачове | Голове | Мачове | Голове |
| ----------------- | ----------------- | ----------------- | ---------- | ---------- | ---------------- | ---------------- | -------------- | -------------- | ------ | ------ | ------ | ------ | ------ | ------ |
| Шалке 04          | 2006/07           | Бундеслига        | 19         | 0          | 1                | 0                | 2              | 0              | 1      | 0      | –      | –      | 23     | 0      |
| Шалке 04          | 2007/08           | Бундеслига        | 11         | 0          | 1                | 1                | 0              | 0              | 4      | 0      | –      | –      | 16     | 0      |
| Шалке 04          | Общо              | Общо              | 30         | 0          | 2                | 1                | 2              | 0              | 5      | 0      | –      | –      | 39     | 1      |
| Вердер Бремен     | 2007/08           | Бундеслига        | 12         | 1          | 0                | 0                | 0              | 0              | 2      | 0      | –      | –      | 14     | 1      |
| Вердер Бремен     | 2008/09           | Бундеслига        | 28         | 3          | 5                | 2                | –              | –              | 14     | 0      | –      | –      | 47     | 5      |
| Вердер Бремен     | 2009/10           | Бундеслига        | 31         | 9          | 5                | 0                | –              | –              | 8      | 0      | –      | –      | 44     | 11     |
| Вердер Бремен     | 2010/11           | Бундеслига        | 0          | 0          | 1                | 0                | –              | –              | 0      | 0      | –      | –      | 1      | 0      |
| Вердер Бремен     | Общо              | Общо              | 71         | 13         | 11               | 2                | 0              | 0              | 24     | 2      | –      | –      | 106    | 17     |
| Реал Мадрид       | 2010/11           | Примера дивисион  | 36         | 6          | 6                | 3                | –              | –              | 11     | 1      | –      | –      | 53     | 10     |
| Реал Мадрид       | 2011/12           | Примера дивисион  | 35         | 4          | 5                | 0                | –              | –              | 10     | 2      | 2      | 1      | 52     | 7      |
| Реал Мадрид       | 2012/13           | Примера дивисион  | 32         | 9          | 8                | 0                | –              | –              | 10     | 1      | 2      | 0      | 52     | 10     |
| Реал Мадрид       | 2013/14           | Примера дивисион  | 2          | 0          | 0                | 0                | –              | –              | 0      | 0      | –      | –      | 2      | 0      |
| Реал Мадрид       | Общо              | Общо              | 105        | 19         | 19               | 3                | –              | –              | 31     | 4      | 4      | 1      | 159    | 27     |
| Арсенал           | 2013/14           | Премиър лига      | 25         | 5          | 4                | 1                | 1              | 0              | 8      | 1      | –      | –      | 38     | 7      |
| Арсенал           | Общо              | Общо              | 25         | 5          | 4                | 1                | 1              | 0              | 8      | 1      | –      | –      | 38     | 7      |
| Общо за кариерата | Общо за кариерата | Общо за кариерата | 231        | 37         | 36               | 7                | 3              | 0              | 68     | 7      | 4      | 1      | 342    | 52     |

- 1.↑Включва мачовете за Суперкупата на Испания

## Успехи

### Клубна кариера
Шалке 04
- Бундеслига, второ място: 2006/07
- Купа на Лигата, второ място: 2007

 Вердер Бремен
- Купа на Германия: 2008/09, второ място 2009/10
- Купа на УЕФА, второ място: 2008/09

 Реал Мадрид
- Примера дивисион (1): 2011/12
- Примера дивисион, второ място (2): 2010/11, 2012/13
- Купа на Испания (1): 2010/11
- Купа на Испания, второ място (1): 2012/13
- Суперкупа на Испания (1): 2012
- Суперкупа на Испания, второ място (1): 2011

 Арсенал
- ФА Къп (4): 2014, 2015, 2017, 2020
- Къмюнити Шийлд (2): 2014, 2015

### Национален отбор
Германия
- 2009 Европейско първенство на УЕФА до 21 (Финал)
- 2014 Световен шампион

### Индивидуални
- Европейско първенство на УЕФА до 21: 2009
- Световно първенство по футбол 2010: Най-много асистенции (3)
- Европейско първенство по футбол 2012: Играч на мача (Германия – Португалия, Германия – Гърция)
- Европейско първенство по футбол 2012: Идеален отбор
- УЕФА, Отбор на годината: 2012